# Rebelstar: Tactical Command
Rebelstar: Tactical Command est un jeu vidéo de type tactical RPG développé par Codo Technologies, sorti en 2005 sur Game Boy Advance.
Il fait suite à Rebelstar et Rebelstar II: Alien Encounter.

## Accueil
- GameSpot : 7,8/10[1]